# This Is It (пісня)
This Is It (з англ. — Ось і все) — пісня американського поп-співака Майкла Джексона з його альбому-саундтреку This Is It. Текст цієї поп-балади розказує про відчуття закоханості. У 2011 році трек був номінований на Греммі у категорії «Найкращий чоловічий поп-вокал».

## Історія створення
У 1983 році Майкл попрацював над деякими треками з Полом Анкою, серед яких був і «This Is It» (робоча назва — «I Never Heard»). Демо-версія цієї пісні була записана у 1983 році у студії Анки, він планував випустити цю пісню у його наступному альбомі, але реліз композиції тоді так і не стався, тому що пісня на той момент була незавершеною. Після цього Джексон більше не повертався до «I Never Heard».
У 2009 році після смерті співака знайшли запис «I Never Heard» посеред його особистих речей. Ця демо-версія представляла собою вокальну партію співака, виконану під акомпанемент рояля. Перший рядок — «This Is It» — як раз підходила, і тоді було прийнято рішення переробити пісню і випустити її у посмертному саундтрек-альбомі.

## Список композицій
CD
| #    | Назва                            | Тривалість |
| ---- | -------------------------------- | ---------- |
| 1.   | «This Is It»                     | 3:36       |
| 2.   | «This Is It (Orchestra Version)» | 3:41       |
| 7:17 |                                  |            |